# Gran Premio di superbike di Magny-Cours 2018
Il Gran Premio di superbike di Magny-Cours 2018 è stato l'undicesima prova su tredici del campionato mondiale Superbike 2018, disputato il 29 e 30 settembre sul circuito di Magny-Cours, in gara 1 ha visto la vittoria di Jonathan Rea davanti a Tom Sykes e Javier Forés, lo stesso pilota si è ripetuto anche in gara 2, davanti a Chaz Davies e Michael van der Mark.
La vittoria nella gara valevole per il campionato mondiale Supersport 2018 è stata ottenuta da Jules Cluzel, mentre quella del campionato mondiale Supersport 300 è stata ottenuta da Daniel Valle.

## Risultati

### Gara 1

#### Arrivati al traguardo
| Pos. | Nº | Pilota               | Squadra                  | Motocicletta      | Giri | Tempo     | Griglia | Punti |
| ---- | -- | -------------------- | ------------------------ | ----------------- | ---- | --------- | ------- | ----- |
| 1º   | 1  | Jonathan Rea         | Kawasaki Racing          | Kawasaki ZX-10RR  | 21   | 34'15.613 | 2º      | 25    |
| 2º   | 66 | Tom Sykes            | Kawasaki Racing          | Kawasaki ZX-10RR  | 21   | +3.091    | 1º      | 20    |
| 3º   | 12 | Javier Forés         | Barni Racing             | Ducati Panigale R | 21   | +8.558    | 4º      | 16    |
| 4º   | 32 | Lorenzo Savadori     | Milwaukee Aprilia        | Aprilia RSV4 RF   | 21   | +9.193    | 3º      | 13    |
| 5º   | 7  | Chaz Davies          | Aruba.it Racing - Ducati | Ducati Panigale R | 21   | +10.074   | 6º      | 11    |
| 6º   | 33 | Marco Melandri       | Aruba.it Racing - Ducati | Ducati Panigale R | 21   | +12.509   | 12º     | 10    |
| 7º   | 60 | Michael van der Mark | Pata Yamaha              | Yamaha YZF R1     | 21   | +14.733   | 10º     | 9     |
| 8º   | 54 | Toprak Razgatlıoğlu  | Kawasaki Puccetti Racing | Kawasaki ZX-10RR  | 21   | +22.878   | 9º      | 8     |
| 9º   | 50 | Eugene Laverty       | Milwaukee Aprilia        | Aprilia RSV4 RF   | 21   | +23.028   | 13º     | 7     |
| 10º  | 76 | Loris Baz            | Gulf Althea BMW Racing   | BMW S 1000 RR     | 21   | +23.109   | 8º      | 6     |
| 11º  | 2  | Leon Camier          | Red Bull Honda           | Honda CBR1000RR   | 21   | +24.709   | 11º     | 5     |
| 12º  | 81 | Jordi Torres         | MV Agusta Reparto Corse  | MV Agusta 1000 F4 | 21   | +32.766   | 15º     | 4     |
| 13º  | 45 | Jacob Gagne          | Red Bull Honda           | Honda CBR1000RR   | 21   | +33.456   | 14º     | 3     |
| 14º  | 36 | Leandro Mercado      | Orelac Racing VerdNatura | Kawasaki ZX-10RR  | 21   | +37.808   | 16º     | 2     |
| 15º  | 40 | Román Ramos          | GoEleven Kawasaki        | Kawasaki ZX-10RR  | 21   | +46.558   | 18º     | 1     |
| 16º  | 99 | Patrick Jacobsen     | TripleM Honda            | Honda CBR1000RR   | 21   | +49.525   | 17º     |       |
| 17º  | 11 | Jérémy Guarnoni      | Pedercini Racing         | Kawasaki ZX-10RR  | 21   | +57.484   | 19º     |       |
| 18º  | 22 | Alex Lowes           | Pata Yamaha              | Yamaha YZF R1     | 21   | +1'12.942 | 5º      |       |

#### Ritirati
| Nº  | Pilota                | Squadra                  | Motocicletta      | Giri | Griglia |
| --- | --------------------- | ------------------------ | ----------------- | ---- | ------- |
| 21  | Michael Ruben Rinaldi | Aruba.it Racing - Junior | Ducati Panigale R | 2    | 7º      |
| 121 | Matthieu Lussiana     | Dreamteamcompany         | Aprilia RSV4 RF   | 1    | 21º     |
| 96  | Jakub Smrž            | Guandalini Racing        | Yamaha YZF R1     | 0    | 20º     |

### Gara 2

#### Arrivati al traguardo
| Pos. | Nº | Pilota                | Squadra                  | Motocicletta      | Giri | Tempo     | Griglia | Punti |
| ---- | -- | --------------------- | ------------------------ | ----------------- | ---- | --------- | ------- | ----- |
| 1º   | 1  | Jonathan Rea          | Kawasaki Racing          | Kawasaki ZX-10RR  | 21   | 34'16.364 | 2º      | 25    |
| 2º   | 7  | Chaz Davies           | Aruba.it Racing - Ducati | Ducati Panigale R | 21   | +1.804    | 6º      | 20    |
| 3º   | 60 | Michael van der Mark  | Pata Yamaha              | Yamaha YZF R1     | 21   | +3.552    | 10º     | 16    |
| 4º   | 66 | Tom Sykes             | Kawasaki Racing          | Kawasaki ZX-10RR  | 21   | +4.879    | 1º      | 13    |
| 5º   | 33 | Marco Melandri        | Aruba.it Racing - Ducati | Ducati Panigale R | 21   | +6.505    | 12º     | 11    |
| 6º   | 32 | Lorenzo Savadori      | Milwaukee Aprilia        | Aprilia RSV4 RF   | 21   | +11.477   | 3º      | 10    |
| 7º   | 22 | Alex Lowes            | Pata Yamaha              | Yamaha YZF R1     | 21   | +15.077   | 5º      | 9     |
| 8º   | 12 | Javier Forés          | Barni Racing             | Ducati Panigale R | 21   | +17.339   | 4º      | 8     |
| 9º   | 2  | Leon Camier           | Red Bull Honda           | Honda CBR1000RR   | 21   | +17.655   | 11º     | 7     |
| 10º  | 76 | Loris Baz             | Gulf Althea BMW Racing   | BMW S 1000 RR     | 21   | +22.725   | 8º      | 6     |
| 11º  | 50 | Eugene Laverty        | Milwaukee Aprilia        | Aprilia RSV4 RF   | 21   | +23.257   | 13º     | 5     |
| 12º  | 54 | Toprak Razgatlıoğlu   | Kawasaki Puccetti Racing | Kawasaki ZX-10RR  | 21   | +23.637   | 9º      | 4     |
| 13º  | 21 | Michael Ruben Rinaldi | Aruba.it Racing - Junior | Ducati Panigale R | 21   | +26.756   | 7º      | 3     |
| 14º  | 81 | Jordi Torres          | MV Agusta Reparto Corse  | MV Agusta 1000 F4 | 21   | +28.178   | 15º     | 2     |
| 15º  | 36 | Leandro Mercado       | Orelac Racing VerdNatura | Kawasaki ZX-10RR  | 21   | +29.292   | 16º     | 1     |
| 16º  | 45 | Jacob Gagne           | Red Bull Honda           | Honda CBR1000RR   | 21   | +38.534   | 14º     |       |
| 17º  | 99 | Patrick Jacobsen      | TripleM Honda            | Honda CBR1000RR   | 21   | +42.776   | 17º     |       |
| 18º  | 40 | Román Ramos           | GoEleven Kawasaki        | Kawasaki ZX-10RR  | 21   | +46.765   | 18º     |       |
| 19º  | 11 | Jérémy Guarnoni       | Pedercini Racing         | Kawasaki ZX-10RR  | 21   | +51.689   | 19º     |       |

#### Ritirati
| Nº  | Pilota            | Squadra           | Motocicletta    | Giri | Griglia |
| --- | ----------------- | ----------------- | --------------- | ---- | ------- |
| 96  | Jakub Smrž        | Guandalini Racing | Yamaha YZF R1   | 17   | 20º     |
| 121 | Matthieu Lussiana | Dreamteamcompany  | Aprilia RSV4 RF | 2    | 21º     |

### Supersport

#### Arrivati al traguardo
| Pos. | Nº  | Pilota                   | Squadra                             | Motocicletta        | Giri | Tempo     | Griglia | Punti |
| ---- | --- | ------------------------ | ----------------------------------- | ------------------- | ---- | --------- | ------- | ----- |
| 1º   | 16  | Jules Cluzel             | NRT                                 | Yamaha YZF R6       | 19   | 32'11.633 | 3º      | 25    |
| 2º   | 11  | Sandro Cortese           | Kallio Racing                       | Yamaha YZF R6       | 19   | +1.746    | 4º      | 20    |
| 3º   | 144 | Lucas Mahias             | GRT Yamaha                          | Yamaha YZF R6       | 19   | +1.903    | 2º      | 16    |
| 4º   | 36  | Thomas Gradinger         | NRT                                 | Yamaha YZF R6       | 19   | +11.026   | 12º     | 13    |
| 5º   | 21  | Randy Krummenacher       | Bardahl Evan Bros.                  | Yamaha YZF R6       | 19   | +14.087   | 5º      | 11    |
| 6º   | 6   | Corentin Perolari        | GMT94 Yamaha                        | Yamaha YZF R6       | 19   | +14.792   | 6º      | 10    |
| 7º   | 3   | Raffaele De Rosa         | MV Agusta Reparto Corse by Vamag    | MV Agusta F3 675    | 19   | +15.119   | 8º      | 9     |
| 8º   | 111 | Kyle Smith               | CIA Landlord Insurance Honda        | Honda CBR600RR      | 19   | +21.501   | 11º     | 8     |
| 9º   | 78  | Hikari Ōkubo             | Kawasaki Puccetti Racing            | Kawasaki ZX-6R      | 19   | +21.959   | 7º      | 7     |
| 10º  | 98  | Héctor Barberá           | Kawasaki Puccetti Racing            | Kawasaki ZX-6R      | 19   | +22.082   | 15º     | 6     |
| 11º  | 38  | Hannes Soomer            | Racedays                            | Honda CBR600RR      | 19   | +26.832   | 10º     | 5     |
| 12º  | 86  | Ayrton Badovini          | MV Agusta Reparto Corse by Vamag    | MV Agusta F3 675    | 19   | +29.136   | 9º      | 4     |
| 13º  | 64  | Federico Caricasulo      | GRT Yamaha                          | Yamaha YZF R6       | 19   | +31.992   | 1º      | 3     |
| 14º  | 56  | Péter Sebestyén          | CIA Landlord Insurance Honda        | Honda CBR600RR      | 19   | +38.627   | 13º     | 2     |
| 15º  | 81  | Luke Stapleford          | Profile Racing                      | Yamaha YZF R6       | 19   | +40.553   | 16º     | 1     |
| 16º  | 88  | Christian Stange         | GoEleven Kawasaki                   | Kawasaki ZX-6R      | 19   | +41.329   | 19º     |       |
| 17º  | 47  | Rob Hartog               | Hartog - Against Cancer             | Kawasaki ZX-6R      | 19   | +41.987   | 14º     |       |
| 18º  | 84  | Loris Cresson            | Kallio Racing                       | Yamaha YZF R6       | 19   | +42.022   | 17º     |       |
| 19º  | 77  | Wayne Tessels            | Chromeburner Wayne's Racingteam MtM | Kawasaki ZX-6R      | 19   | +44.096   | 18º     |       |
| 20º  | 34  | Javier Ezequiel Iturrioz | GoEleven Kawasaki                   | Kawasaki ZX-6R      | 19   | +59.216   | 26º     |       |
| 21º  | 49  | Sam Hornsey              | Profile Racing                      | Triumph Daytona 675 | 19   | +59.811   | 21º     |       |
| 22º  | 33  | Kevin van Leuven         | EAB antwest Racing                  | Kawasaki ZX-6R      | 19   | +1'02.585 | 20º     |       |
| 23º  | 82  | Pauli Pekkanen           | Paukku Racing                       | Triumph Daytona 675 | 19   | +1'09.458 | 24º     |       |
| 24º  | 10  | Nacho Calero             | Orelac Racing VerdNatura            | Kawasaki ZX-6R      | 19   | +1'19.086 | 25º     |       |
| 25º  | 15  | Alfonso Coppola          | GRT Yamaha                          | Yamaha YZF R6       | 19   | +1'31.517 | 27º     |       |
| 26º  | 12  | Alex Murley              | Gemar Team Lorini                   | Honda CBR600RR      | 18   | +1 giro   | 29º     |       |

#### Ritirati
| Nº | Pilota                | Squadra             | Motocicletta   | Giri | Griglia |
| -- | --------------------- | ------------------- | -------------- | ---- | ------- |
| 67 | Gaetan Matern         | Flembbo Leader      | Kawasaki ZX-6R | 18   | 28º     |
| 80 | Maximilien Bau        | MAXIGP108           | Yamaha YZF R6  | 16   | 22º     |
| 71 | Marco Muzio           | The BlackSheep Team | Yamaha YZF R6  | 16   | 23º     |
| 74 | Jaimie van Sikkelerus | Gemar Team Lorini   | Honda CBR600RR | 12   | 30º     |

### Supersport 300

#### Arrivati al traguardo
| Pos. | Nº | Pilota                    | Squadra                                  | Motocicletta       | Giri | Tempo     | Griglia | Punti |
| ---- | -- | ------------------------- | ---------------------------------------- | ------------------ | ---- | --------- | ------- | ----- |
| 1º   | 33 | Daniel Valle              | BCD Yamaha MS Racing                     | Yamaha YZF-R3      | 12   | 23'08.247 | 7º      | 25    |
| 2º   | 88 | Mika Pérez                | Kawasaki ParkinGO Team                   | Kawasaki Ninja 400 | 12   | +0.168    | 4º      | 20    |
| 3º   | 81 | Manuel González           | Pertantina Almeria BCD Junior Team by MS | Yamaha YZF-R3      | 12   | +0.259    | 6º      | 16    |
| 4º   | 69 | María Herrera             | BCD Yamaha MS Racing                     | Yamaha YZF-R3      | 12   | +0.820    | 17º     | 13    |
| 5º   | 19 | Luca Bernardi             | Team Trasimeno                           | Yamaha YZF-R1      | 12   | +0.939    | 18º     | 11    |
| 6º   | 43 | Luca Grünwald             | Freudenberg KTM WorldSSP Team            | KTM RC 390 R       | 12   | +1.220    | 14º     | 10    |
| 7º   | 22 | Mykyta Kalinin            | GP Project Team                          | Kawasaki Ninja 400 | 12   | +1.457    | 21º     | 9     |
| 8º   | 15 | Glenn van Straalen        | KTM Fortron Racing Team                  | KTM RC 390 R       | 12   | +1.643    | 16º     | 8     |
| 9º   | 14 | Enzo de la Vega           | GP Project Team                          | Kawasaki Ninja 400 | 12   | +2.052    | 8º      | 7     |
| 10º  | 20 | Dorren Loureiro           | DS Junior Team                           | Kawasaki Ninja 400 | 12   | +2.112    | 5º      | 6     |
| 11º  | 93 | Walid Khan                | Nutec - Benjan - Kawasaki                | Kawasaki Ninja 400 | 12   | +2.227    | 12º     | 5     |
| 12º  | 34 | Andy Verdoïa              | Samurai - YART Racing                    | Yamaha YZF-R1      | 12   | +2.332    | 11º     | 4     |
| 13º  | 2  | Ana Carrasco              | DS Junior Team                           | Kawasaki Ninja 400 | 12   | +2.486    | 25º     | 3     |
| 14º  | 99 | Paolo Grassia             | Biblion Yamaha Motoxracing               | Yamaha YZF-R3      | 12   | +2.639    | 15º     | 2     |
| 15º  | 55 | Galang Hendra Pratama     | Biblion Yamaha Motoxracing               | Yamaha YZF-R3      | 12   | +3.200    | 9º      | 1     |
| 16º  | 21 | Borja Sánchez             | ETG Racing                               | Kawasaki Ninja 400 | 12   | +3.259    | 10º     |       |
| 17º  | 41 | Jan-Ole Jähnig            | Freudenberg KTM Junior Team              | KTM RC 390 R       | 12   | +7.610    | 13º     |       |
| 18º  | 27 | Filippo Rovelli           | Kawasaki ParkinGO Team                   | Kawasaki Ninja 400 | 12   | +9.821    | 24º     |       |
| 19º  | 64 | Hugo De Cancellis         | Team Toth - Yart                         | Yamaha YZF-R3      | 12   | +19.846   | 20º     |       |
| 20º  | 12 | Ali Adriansyah Rusmiputro | Petramina Almeria BCD by MS Racing       | Yamaha YZF-R3      | 12   | +20.219   | 19º     |       |
| 21º  | 91 | Giacomo Mora              | Terra e Moto                             | Yamaha YZF-R3      | 12   | +20.495   | 29º     |       |
| 22º  | 75 | Manuel Rocca              | Team GoEleven Kawasaki                   | Kawasaki Ninja 400 | 12   | +20.631   | 23º     |       |
| 23º  | 78 | Joseph Foray              | ETG Racing                               | Kawasaki Ninja 400 | 12   | +20.917   | 26º     |       |
| 24º  | 13 | Dino Iozzo                | Racedays                                 | Honda CBR500R      | 12   | +20.938   | 32º     |       |
| 25º  | 23 | Alex Dumas                | KTM Orange Brigade/JP43 Training         | KTM RC 390 R       | 12   | +35.534   | 28º     |       |
| 26º  | 79 | Tomás Alonso              | Samurai-YART Racing                      | Yamaha YZF-R3      | 11   | +35.919   | 36º     |       |
| 27º  | 28 | Dennis Koopman            | GRT Yamaha WorldSSP300 Team              | Yamaha YZF-R3      | 11   | +43.608   | 35º     |       |
| 28º  | 7  | Nicola Settimo            | Scuderia Maranga Racing                  | Honda CBR500R      | 12   | +44.550   | 33º     |       |
| 29º  | 5  | Ryan Vos                  | KTM Fortron Racing Team                  | KTM RC 390 R       | 12   | +45.019   | 38º     |       |
| 30º  | 97 | Maximilian Kappler        | Freudenberg KTM WorldSSP Team            | KTM RC 390 R       | 12   | +45.115   | 34º     |       |
| 31º  | 9  | Steffie Naud              | Moto Team                                | Kawasaki Ninja 400 | 12   | +1'06.020 | 37º     |       |
| 32º  | 58 | Trystan Finocchiaro       | Scuderia Maranga Racing                  | Honda CBR500R      | 12   | +1'06.135 | 39º     |       |

#### Ritirati
| Nº | Pilota          | Squadra                     | Motocicletta       | Giri | Griglia |
| -- | --------------- | --------------------------- | ------------------ | ---- | ------- |
| 6  | Robert Schotman | Motoport Kawasaki           | Kawasaki Ninja 400 | 11   | 2º      |
| 72 | Victor Steeman  | KTM Fortron Junior Team     | KTM RC 390 R       | 10   | 22º     |
| 71 | Tom Edwards     | Nutec - Benjan - Kawasaki   | Kawasaki Ninja 400 | 8    | 3º      |
| 54 | Filippo Fuligni | GRT Yamaha WorldSSP300 Team | Yamaha YZF-R1      | 6    | 30º     |
| 30 | Daniel Blin     | Team Toh - Yart             | Yamaha YZF-R3      | 5    | 27º     |
| 95 | Scott Deroue    | Motoport Kawasaki           | Kawasaki Ninja 400 | 5    | 1º      |
| 44 | Samuel Lochoff  | Samurai Racing              | Kawasaki Ninja 400 | 1    | 31º     |
| 70 | Hugo Girardet   | Team B2G                    | Kawasaki Ninja 400 | 0    | 40º     |